# Stiftungsfamilie BSW & EWH
Die Stiftungsfamilie BSW & EWH bündelt die sozialen Angebote der rechtlich eigenständigen Stiftungen Bahn-Sozialwerk (BSW) und Eisenbahn-Waisenhort (EWH). Die Angebote richten sich an Beschäftigte im Bahnbereich und deren Familien – auch über das aktive Berufsleben hinaus. Die drei Kernidentitäten der Stiftungsfamilie BSW & EWH sind: Hilfe für sozial benachteiligte Menschen im Bahnbereich, Unterstützung in Not- und Krisensituationen sowie Förderung der Gesundheit.

## Geschichte
Als Vorläufer der heutigen Stiftung BSW entstand bereits 1904 der Verband Deutscher Eisenbahnvereine. Das Bahn-Sozialwerk war über neun Jahrzehnte ein wesentlicher Bestandteil des Sozialbereichs der Deutschen Bundes- und der Deutschen Reichsbahn, bis 1997 die Stiftung Bahn-Sozialwerk (BSW) gegründet wurde. Sie ist eine betriebliche Sozialeinrichtung der Deutschen Bahn und des Bundeseisenbahnvermögens.
Als Vorläufer der heutigen mildtätigen Stiftung EWH entstand 1902 der Eisenbahn-Töchterhort, die im Jahr 1908 als mildtätige Stiftung offiziell anerkannt wurde. 1922 kam die Stiftung Eisenbahn-Knabenhort dazu. 1929 wurden sie zur milden Stiftung Reichsbahn-Waisenhort vereinigt und 21 Jahre später in Eisenbahn-Waisenhort (EWH) umbenannt.
Seit Juli 2018 gibt es die neue Dachmarke Stiftungsfamilie BSW & EWH.

## Organisation
Die Stiftungen BSW und EWH bleiben weiterhin rechtlich voneinander getrennt, sind aber in der Dachmarke Stiftungsfamilie BSW & EWH gebündelt.
Die Aufsichtsräte der Stiftung BSW und der Stiftung EWH kontrollieren und beraten den Gesamtvorstand, der aus je zwölf ehrenamtlichen Mitgliedern besteht. Im Aufsichtsrat der Stiftung EWH ist unter anderem Martin Seiler, Vorstand Personal und Recht der Deutschen Bahn AG.
Der Gesamtvorstand der Stiftung BSW und der Stiftung EWH besteht aus je sieben Mitgliedern. Aus seiner Mitte wird der Geschäftsführende Vorstand als Vertretungsorgan bestellt. Vorsitzender des Gesamtvorstands ist Dr. Klaus Linde, Leiter Beschäftigungsbedingungen und Sozialpolitik (HB) der Deutschen Bahn AG.
Die Stiftung BSW und die Stiftung EWH werden jeweils gerichtlich und außergerichtlich durch zwei hauptamtliche Mitglieder des Geschäftsführenden Vorstands im Sinne des § 80 Abs. 1 BGB i. V. m. § 26 BGB vertreten. Vorsitzender des Geschäftsführenden Vorstands ist Siegfried Moog, Geschäftsführender Vorstand Finanzen ist Danilo Zanotti.